# 布鲁沃略尔
布鲁沃略尔（法語：Brouvelieures，法語發音：[bʁuvəljœʁ] ⓘ）是法国大東部大區孚日省的一个市镇，属于孚日圣迪耶区。

## 地理
布鲁沃略尔（48°14'14"N, 6°43'56"E）面积7.36 平方千米，位于法国大東部大區孚日省，该省份为法国东北部内陆省份，北起默兹省和默尔特-摩泽尔省，西接上马恩省，南至上索恩省和贝尔福地区省，东临上莱茵省和下莱茵省。
与布鲁沃略尔接壤的市镇（或旧市镇、城区）包括：莫尔塔涅、韦尔沃泽勒、布吕耶尔、栋凡、弗雷米方丹、格朗德维莱尔、布瓦德尚。

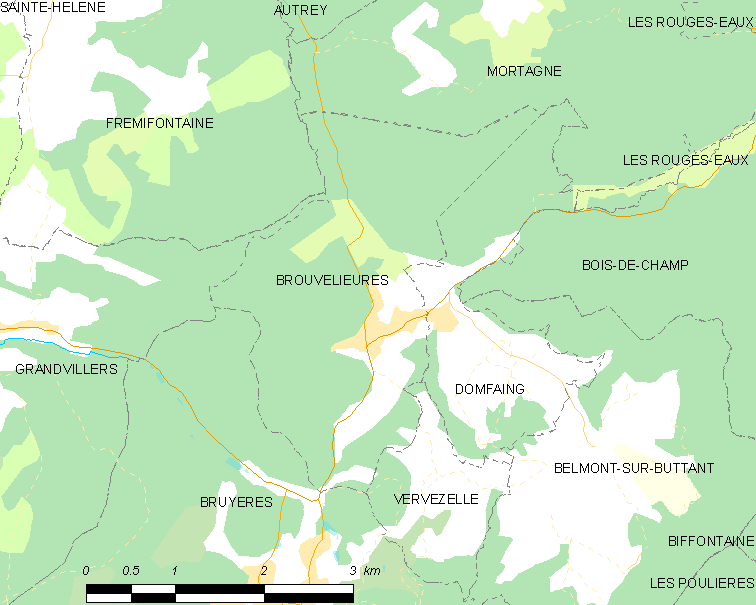
布鲁沃略尔的OSM定位图

布鲁沃略尔的时区为UTC+01:00、UTC+02:00（夏令时）。

## 行政
布鲁沃略尔的邮政编码为88600，INSEE市镇编码为88076。

## 政治
布鲁沃略尔所属的省级选区为布吕耶尔县。

## 人口

1962-2008年间布鲁沃略尔人口变化图示

布鲁沃略尔于2022年1月1日时的人口数量为411人。